# 吖丁啶
吖丁啶（Azetidine）是一种环状化合物，由一个氮原子杂环丁烷组成，化学式C3H7N。

## 合成
吖丁啶可通过1,3-丙二胺在盐酸中加热生成。
{\displaystyle \mathrm {NH_{2}(CH_{2})_{3}NH_{2}\ {\xrightarrow {HCl}}\ C_{3}H_{7}N+\ NH_{3}} }

## 性质
吖丁啶可被亲核试剂进攻而开环，此反应可用于长链胺的合成。例如吖丁啶在钯催化下与乙二胺反应：